# Morros (ort i Brasilien, Maranhão, Morros)
Morros är en ort i Brasilien.   Den ligger i kommunen Morros och delstaten Maranhão, i den nordöstra delen av landet, 1 500 km norr om huvudstaden Brasília. Morros ligger 39 meter över havet och antalet invånare är 17 805.
Terrängen runt Morros är platt. Morros är det största samhället i trakten.
Omgivningarna runt Morros är huvudsakligen savann. Runt Morros är det glesbefolkat, med 8 invånare per kvadratkilometer.